# 生江哲太郎
生江 哲太郎（なまえ てつたろう、1909年（明治42年）12月9日 - 没年不明）は、日本の飛込競技選手・実業家。1932年ロサンゼルスオリンピックに出場した。

## 経歴
1909年（明治42年）12月9日、東京府（現在の東京都）に、慶應義塾大学教授の生江惣太郎の息子として生まれる。叔父は青山学院理事を務めた生江孝之。青山学院を卒業後、明治大学法学部に入学した。大学ではラグビーフットボールを行う傍ら、玉川プールで飛込の練習を行い、短期間で上達したために他人を驚かせた。1932年にはロサンゼルスオリンピックで飛板飛込に出場し、8位となった。同年に行われた全国学生飛込大会では高逆飛込で32.70点、飛板飛込で124.54点を獲得しいずれも優勝した。翌年、1933年の同大会でも高逆飛込で33.2点を獲得し優勝した。1934年に明治大学を卒業し、三省堂に就職した。その後は東京都渋谷区に暮らし、日本水泳連盟理事、三共化成常務、三共樹脂工業取締役、東京油業監査役、同取締役を歴任した。弟がおり、結婚していた。